# Novo Selo (Gradiška)
Novo Selo (en cirílico: Ново Село) es una aldea de la municipalidad de Gradiška, Republika Srpska, Bosnia y Herzegovina.

## Población
| Composición de la Población - Aldea de Novo Selo | Composición de la Población - Aldea de Novo Selo | Composición de la Población - Aldea de Novo Selo | Composición de la Población - Aldea de Novo Selo | Composición de la Población - Aldea de Novo Selo |
| ------------------------------------------------ | ------------------------------------------------ | ------------------------------------------------ | ------------------------------------------------ | ------------------------------------------------ |
|                                                  | 2013                                             | 1991                                             | 1981                                             | 1971                                             |
| Total                                            | 157                                              | 310 (100,0%)                                     | 353 (100,0%)                                     | 378 (100,0%)                                     |
| Varones                                          | 81                                               | -                                                | -                                                | -                                                |
| Mujeres                                          | 76                                               | -                                                | -                                                | -                                                |
| Serbios                                          | 149                                              | -                                                | 5 (1,416%)                                       | 2 (0,529%)                                       |
| Croatas                                          | 5                                                | 305 (98,39%)                                     | 348 (98,58%)                                     | 376 (99,47%)                                     |
| Bosniacos                                        | 1                                                | 1 (0,323%)                                       | -                                                | -                                                |
| Eslovenos                                        | -                                                | -                                                | -                                                | -                                                |
| Musulmanes                                       | 2                                                | -                                                | -                                                | -                                                |
| Montenegrinos                                    | -                                                | -                                                | -                                                | -                                                |
| Macedonios                                       | -                                                | -                                                | -                                                | -                                                |
| Gitanos                                          | -                                                | -                                                | -                                                | -                                                |
| Albaneses                                        | -                                                | -                                                | -                                                | -                                                |
| Ukranianos                                       | -                                                | -                                                | -                                                | -                                                |
| Yugoslavos                                       |                                                  | 4 (1,290%)                                       |                                                  |                                                  |
| Otros                                            | -                                                | -                                                | -                                                | -                                                |
| Sin declarar                                     | -                                                | -                                                | -                                                | -                                                |
| Desconocidos                                     | 3                                                | -                                                | -                                                | -                                                |